# Herb Douglas
Herbert Paul Douglas Jr., detto Herb (Pittsburgh, 9 marzo 1922 – Pittsburgh, 22 aprile 2023), è stato un lunghista statunitense.

## Palmarès
| Anno | Manifestazione  | Sede   | Evento         | Risultato | Prestazione | Note |
| ---- | --------------- | ------ | -------------- | --------- | ----------- | ---- |
| 1948 | Giochi olimpici | Londra | Salto in lungo | Bronzo    | 7,545 m     |      |